# Antoni Guillem de Montanyans
Antoni Guillem de Montanyans fou un noble cavaller, mossèn i general de galeres a mitjans del segle xv. Tingué almenys una filla i un fill:
- Francesc de Montanyans, casat amb Isabel de Montanyans Corbera[1] (1445 - 1503),[2] també anomenada Elisabet Corbera-Campllong i d'Albert,[3] baronessa de Púbol.
- Violant de Montanyans.[4]

De moment no s'ha pogut establir un lligam amb els Montanyans de Mallorca; Jaume Montanyans Morey (lloctinent del governador de Mallorca, 1476), el seu fill Jaume Montanyans de Verí, i els seus nets, Jaume i Nicolau Montanyans i Berard. Tots ells, doctors, juristes i alts càrrecs del govern.